# Cultus decisus
Cultus decisus är en bäcksländeart som först beskrevs av Walker 1852.  Cultus decisus ingår i släktet Cultus och familjen rovbäcksländor.

## Underarter
Arten delas in i följande underarter:
- C. d. isolatus
- C. d. decisus